# Campeonato Cearense de Futebol Feminino de 2010
O Campeonato Cearense de Futebol Feminino de 2010 foi a 4ª edição do torneio e contou com 6 times.

## Grupo único[1]
| Pos | Clube      | PG | JG | Vit | Emp | Der | GP | GC  | SG   | Apr. % |
| 1   | Caucaia    | 31 | 12 | 10  | 1   | 1   | 61 | 9   | 52   | 86.11  |
| 2   | Fortaleza  | 19 | 12 | 7   | 1   | 4   | 53 | 15  | 38   | 61.11  |
| 3   | Messejana  | 13 | 10 | 6   | 1   | 3   | 49 | 12  | 37   | 63.33  |
| 4   | Horizonte  | 12 | 10 | 4   | 0   | 6   | 38 | 25  | 13   | 40.00  |
| 5   | América    | 7  | 10 | 2   | 1   | 7   | 15 | 47  | -32  | 23.33  |
| 6   | Maranguape | 3  | 10 | 1   | 0   | 9   | 7  | 115 | -108 | 10.00  |
| --- | ---------- | -- | -- | --- | --- | --- | -- | --- | ---- | ------ |

- Fortaleza perdeu 3 pontos
- Messejana perdeu 6 pontos

## Premiação[1]
| Campeonato Cearense de Futebol Feminino de 2010 |
| Fortaleza                                       |
| ----------------------------------------------- |
| Fortaleza                                       |
| 1º Título                                       |